# Шербенешть (Олт)
Шербенешть, Шербенешті (рум. Șerbănești) — село у повіті Олт в Румунії. Входить до складу комуни Шербенешть.
Село розташоване на відстані 112 км на захід від Бухареста, 28 км на південний схід від Слатіни, 69 км на схід від Крайови.

## Населення
За даними перепису населення 2002 року у селі проживали 2342 особи, усі — румуни. Усі жителі села рідною мовою назвали румунську.